# New Haven Eagles
New Haven Eagles byl profesionální americký klub ledního hokeje, který sídlil v New Havenu ve státě Connecticut. V letech 1936–1943 a 1945–1951 působil v profesionální soutěži American Hockey League. Eagles ve své poslední sezóně v AHL skončily v základní části. Své domácí zápasy odehrával v hale New Haven Coliseum s kapacitou 11 171 diváků.
Klub byl během své existence farmami celků NHL. Jmenovitě se jedná o New York Americans, Montreal Canadiens a New York Rangers.

## Historické názvy
Zdroj:
- 1926 – New Haven Eagles
- 1946 – New Haven Ramblers
- 1950 – New Haven Eagles

## Umístění v jednotlivých sezonách
Stručný přehled
Zdroj:
- 1926–1936: Canadian–American Hockey League
- 1936–1943: American Hockey League (Východní divize)
- 1945–1951: American Hockey League (Východní divize)

Jednotlivé ročníky
Zdroj:
Legenda: Z - zápasy, V - výhry, VP - výhry v prodloužení, R - remízy, P - porážky, PP - porážky v prodloužení, VG - vstřelené góly, OG - obdržené góly, +/- - rozdíl skóre, B - body, fialové podbarvení - reorganizace, změna skupiny či soutěže
| USA / Kanada (1926 – 1951) |                       |        |    |    |    |    |    |    |     |     |     |    |        |            |
| Sezóny                     | Liga                  | Úroveň | Z  | V  | VP | R  | PP | P  | VG  | OG  | +/- | B  | Pozice | Play-off   |
| 1926/27                    | CAHL                  | –      | 32 | 18 | –  | 0  | –  | 14 | 73  | 66  | +7  | 36 | 1.     | Vítěz CAHL |
| 1927/28                    | CAHL                  | –      | 40 | 16 | –  | 4  | –  | 20 | 81  | 90  | -9  | 36 | 4.     | –          |
| 1928/29                    | CAHL                  | –      | 40 | 15 | –  | 10 | –  | 15 | 73  | 68  | +5  | 40 | 3.     | –          |
| 1929/30                    | CAHL                  | –      | 40 | 14 | –  | 6  | –  | 20 | 94  | 101 | -7  | 34 | 4.     | –          |
| 1930/31                    | CAHL                  | –      | 40 | 9  | –  | 8  | –  | 23 | 78  | 104 | -26 | 26 | 5.     | –          |
| 1931/32                    | CAHL                  | –      | 40 | 19 | –  | 6  | –  | 15 | 113 | 75  | +38 | 44 | 3.     | –          |
| 1932/33                    | CAHL                  | –      | 48 | 16 | –  | 5  | –  | 27 | 100 | 137 | -37 | 37 | 4.     | –          |
| 1933/34                    | CAHL                  | –      | 41 | 12 | –  | 4  | –  | 25 | 72  | 107 | -35 | 28 | 5.     | –          |
| 1934/35                    | CAHL                  | –      | 48 | 16 | –  | 9  | –  | 23 | 125 | 145 | -20 | 41 | 4.     | –          |
| 1935/36                    | CAHL                  | –      | 48 | 19 | –  | 4  | –  | 25 | 122 | 149 | -27 | 42 | 5.     | –          |
| 1936/37                    | AHL (Východní divize) | 2      | 48 | 14 | –  | 6  | –  | 28 | 107 | 142 | -35 | 34 | 4.     | –          |
| 1937/38                    | AHL (Východní divize) | 2      | 48 | 13 | –  | 7  | –  | 28 | 93  | 131 | -38 | 33 | 3.     | Předkolo   |
| 1938/39                    | AHL (Východní divize) | 2      | 54 | 14 | –  | 10 | –  | 30 | 114 | 174 | -60 | 38 | 4.     | –          |
| 1939/40                    | AHL (Východní divize) | 2      | 54 | 27 | –  | 3  | –  | 24 | 177 | 183 | -6  | 57 | 2.     | Předkolo   |
| 1940/41                    | AHL (Východní divize) | 2      | 56 | 27 | –  | 8  | –  | 21 | 179 | 153 | +26 | 62 | 2.     | Předkolo   |
| 1941/42                    | AHL (Východní divize) | 2      | 56 | 26 | –  | 4  | –  | 26 | 182 | 219 | -37 | 56 | 2.     | Předkolo   |
| 1942/43                    | AHL (Východní divize) | 2      | 32 | 9  | –  | 5  | –  | 18 | 85  | 116 | -31 | 23 | 4.     | –          |
| ...                        |                       |        |    |    |    |    |    |    |     |     |     |    |        |            |
| 1945/46                    | AHL (Východní divize) | 2      | 62 | 14 | –  | 10 | –  | 38 | 199 | 263 | -64 | 38 | 4.     | –          |
| 1946/47                    | AHL (Východní divize) | 2      | 64 | 23 | –  | 10 | –  | 31 | 199 | 218 | -19 | 56 | 3.     | Předkolo   |
| 1947/48                    | AHL (Východní divize) | 2      | 68 | 31 | –  | 7  | –  | 30 | 254 | 242 | +12 | 69 | 2.     | Semifinále |
| 1948/49                    | AHL (Východní divize) | 2      | 68 | 20 | –  | 8  | –  | 40 | 223 | 286 | -63 | 48 | 4.     | –          |
| 1949/50                    | AHL (Východní divize) | 2      | 70 | 24 | –  | 10 | –  | 36 | 196 | 250 | -54 | 58 | 4.     | –          |
| 1950/51                    | AHL (Východní divize) | 2      | 28 | 5  | –  | 0  | –  | 23 | 74  | 154 | -80 | 10 | 5.     | –          |

Poznámky
- 1942/43: Klub odstoupil ze soutěže v průběhu sezóny z důvodu finanční nestability způsobené druhou světovou válkou. Výsledky týmu jsou ovšem i tak započítávány do historické tabulky AHL.
- 1950/51: Klub odstoupil ze soutěže v průběhu sezóny z důvodu finanční nestability. Výsledky týmu jsou ovšem i tak započítávány do historické tabulky AHL.